# Флетчер, Джозеф
Джозеф Отис Флетчер (англ. Joseph Otis Fletcher; 16 мая 1920 — 6 июля 2008) — американский пилот и полярный исследователь.

## Биография
Джозеф родился в штате Монтана, но вскоре семья переехала в Оклахому. Причиной переезда стало стихийное бедствие, известное как пыльный котел.
Изучал метеорологию в Оклахомском и затем в Массачусетском технологическом университете, позже продолжил заниматься ей в Армии США, став заместителем начальника 4-й Погодной Группы ВВС, дислоцированной на Аляске. В 1949 году женился на Кэролайн С. Ховард.

### Наиболее важные полеты
- 19 марта 1952 года вместе с командой исследователей смог посадить самолет C-47 на айсберг выдающихся размеров. Они основали дрейфующую научную станцию, которая оставалась населенной в течение 22 лет и была известна сначала как "Т-3", а затем как Ледяной остров Флетчера (также называли и сам айсберг-долгожитель).

- 3 мая 1952 года был вторым пилотом самолета, который доставил его, Уильяма Бенедикта (пилота, англ. William P. Benedict) и Альберта Крери (ученый, англ. Albert P. Crary) на северный полюс. Это была первая посадка самолета на полюсе в истории человечества и, по некоторым мнениям, первое точное измерение географической точки истинного полюса.

### Жизнь после ухода из ВВС
Флетчер покинул ряды американских ВВС в 1963 году и затем занимал ряд руководящих постов, связанных с метеорологией, в частности, был директором NOAA's Office of Oceanic and Atmospheric Research (OAR). В 1979 он получил докторскую степень в Университете Аляски.
В 1993 году вышел на пенсию, в 2005 стал почетным членом в Американского Метеорологического Общества (American Meteorological Society).
Умер 6 июля 2008 года в штате Вашингтон в возрасте 88 лет. Был похоронен в Оклахоме.